# КК Хапоел Холон
КК Хапоел Холон (хебр. הפועל חולון) је израелски кошаркашки клуб из Холона. Тренутно се такмичи у Суперлиги Израела и у ФИБА Лиги шампиона.

## Историја
Клуб је основан 1947. године и био је један од оснивача израелског првенства 1954. године. У сезони 2007/08. су остварили највећи успех у историји клуба освојивши израелско првенство. Победили су у финалу плејофа до тада неприкосновени Макаби Тел Авив резултатом 73:72. Клуб је 2009. године први пут освојио израелски куп савладавши у финалу Макаби Хаифу са 69:68.

## Успеси
- Првенство Израела:
  - Првак (2): 2008, 2022.
  - Вицепрвак (3): 1954, 1955, 2018.

- Куп Израела:
  - Победник (2): 2009, 2018.
  - Финалиста (5): 1959, 1961, 1986, 1991, 1995.

- Лига куп Израела:
  - Финалиста (2): 2011, 2020.

## Познатији играчи
- Танока Бирд
- Саша Братић
- Елтон Браун
- Брајант Данстон
- Игор Перовић
- Иван Раденовић